# 永耀电力公司旧址
29°53′20.28″N 121°32′27.18″E / 29.8889667°N 121.5408833°E
永耀电力公司旧址位于中国浙江省宁波市海曙区望京路483号，民国建筑，永耀电力公司创建于1914年，为宁波近代工业“三支半烟囱”之一，现存一座中西合璧式建筑，建筑坐北朝南，2023年9月1日公布为宁波市文物保护单位。